# マルガレータ・エリクスドッテル (ノルウェー王妃)
マルガレータ・エリクスドッテル（スウェーデン語：Margareta Eriksdotter, 1155年ごろ - 1209年）は、ノルウェー王スヴェレ・シグルツソンの王妃。

## 生涯
マルガレータはスウェーデン王エリク9世とクリスティナ・ア・ダンマークの娘である。1189年、ノルウェー王スヴェレ・シグルツソンと結婚した。王妃であったときのマルガレータについては、あまり記録に残されていない。主にニコラス・アーネソンがスタヴァンゲル司教になろうとしたことに関連したものである。サガにおいては、マルガレータは暗殺の容疑者および策略家として描かれている。
夫スヴェレ・シグルツソンは1202年に死去し、マルガレータは故郷のスウェーデンに戻り、ヴェステルイェートランドおよびヴェルムランドの領地に移り住んだ。ノルウェーを離れる際に、マルガレータは心ならずも娘クリスティンを置いていかなければならなかった。マルガレータは2年間スウェーデンで過ごし、1203年末にノルウェーに戻った。
マルガレータがノルウェーに戻って2日後の1204年1月1日に、ホーコン3世が毒殺により死去した。マルガレータは毒殺の容疑がかけられ、召使いの一人が神明裁判によりマルガレータの無実を証明しようとしたが失敗した。召使いは溺死し、マルガレータはスウェーデンに逃亡した。
マルガレータは1209年に娘クリスティンの結婚式のためノルウェーに戻った。娘クリスティンは、ノルウェーの共同摂政でバグリ党のノルウェー王位継承権者であったフィリップス・シモンソンと結婚した。マルガレータはその結婚式に出席したが、その後まもなく病を患い、その数週間後に死去した。

## 映画におけるマルガレータ
リア・ボイセンは、2016年の映画『ラスト・キング 王家の血を守りし勇者たち』でマルグレーテ皇太后を演じている。マルグレーテは、架空の人物であるバグル党の貴族と浮気をしているように描かれ、再び王妃になるための陰謀でホーコンを毒殺する。